# Larissa Françová
Larissa Françová, celým jménem Larissa França Maestrini (* 14. dubna 1982 Cachoeiro de Itapemirim) je brazilská plážová volejbalistka. Začínala s volejbalem a házenou, plážovému volejbalu se věnuje od roku 2001. V roce 2003 získala s Anou Richovou bronzové medaile na Panamerických hrách, o rok později se stala její spoluhráčkou Juliana Felisberta da Silva. Tento pár vyhrál sedmkrát FIVB World Tour (2005–2007 a 2009–2012), v letech 2007 a 2011 získal zlato na Panamerických hrách a vyhrál mistrovství světa v plážovém volejbalu 2011. Na Letních olympijských hrách 2008 Juliana pro zranění nestartovala a nahradila ji Ana Paula Connellyová, Brazilky skončily na pátém místě. Na Letních olympijských hrách 2012 získala Larissa a Juliana bronzové medaile. Od roku 2014 hraje Larissa ve dvojici s Talitou Antunesovou, vyhrály FIVB World Tour Finals 2015 a na domácí olympiádě 2016 obsadily čtvrté místo.
Larissa Françová vyhrála v kariéře 65 turnajů a vydělala 1 904 235 dolarů, v letech 2006 a 2015 ji Mezinárodní volejbalová federace vyhlásila nejlepší hráčkou světa.
V roce 2013 uzavřela sňatek s další plážovou volejbalistkou Liliane Maestriniovou.